# Card estelat
Els cards estelats (Ptilostemon) formen un gènere de plantes amb flor de la família Asteraceae. Hi ha unes 20 espècies del gènere Ptilostemon en tot el món. Quatre se'n troben al Marroc, dues a la zona meridional de la península Ibèrica i una a Itàlia. Els caps de la planta estan disposats geomètricament en forma d'estel. Les rosetes de les plantes joves també tenen forma estelada.

## Taxonomia
- Ptilostemon abylensis
- Ptilostemon afer
- Ptilostemon appendiculatum
- Ptilostemon casabonae

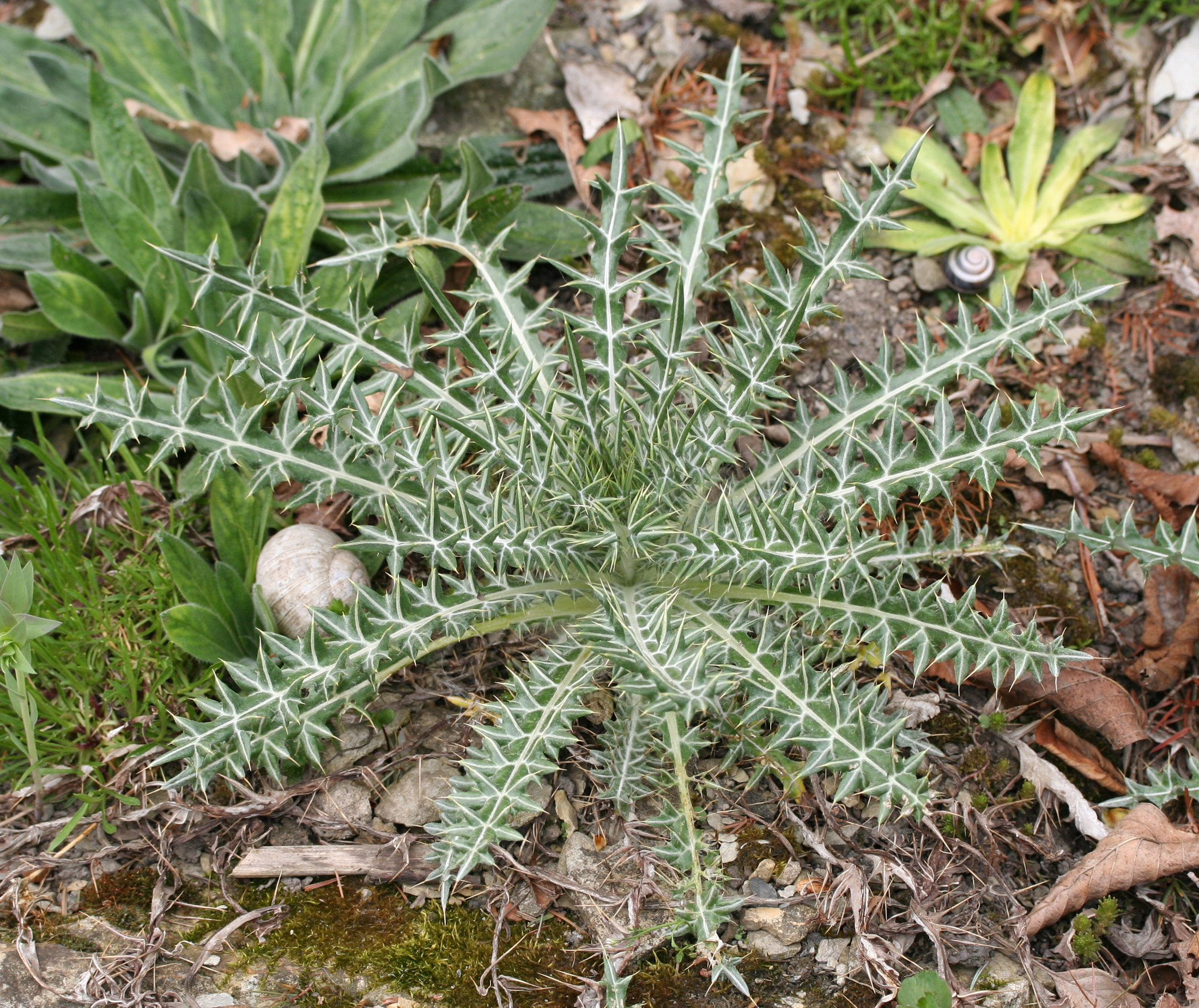
Ptilostemon afer, planta jove

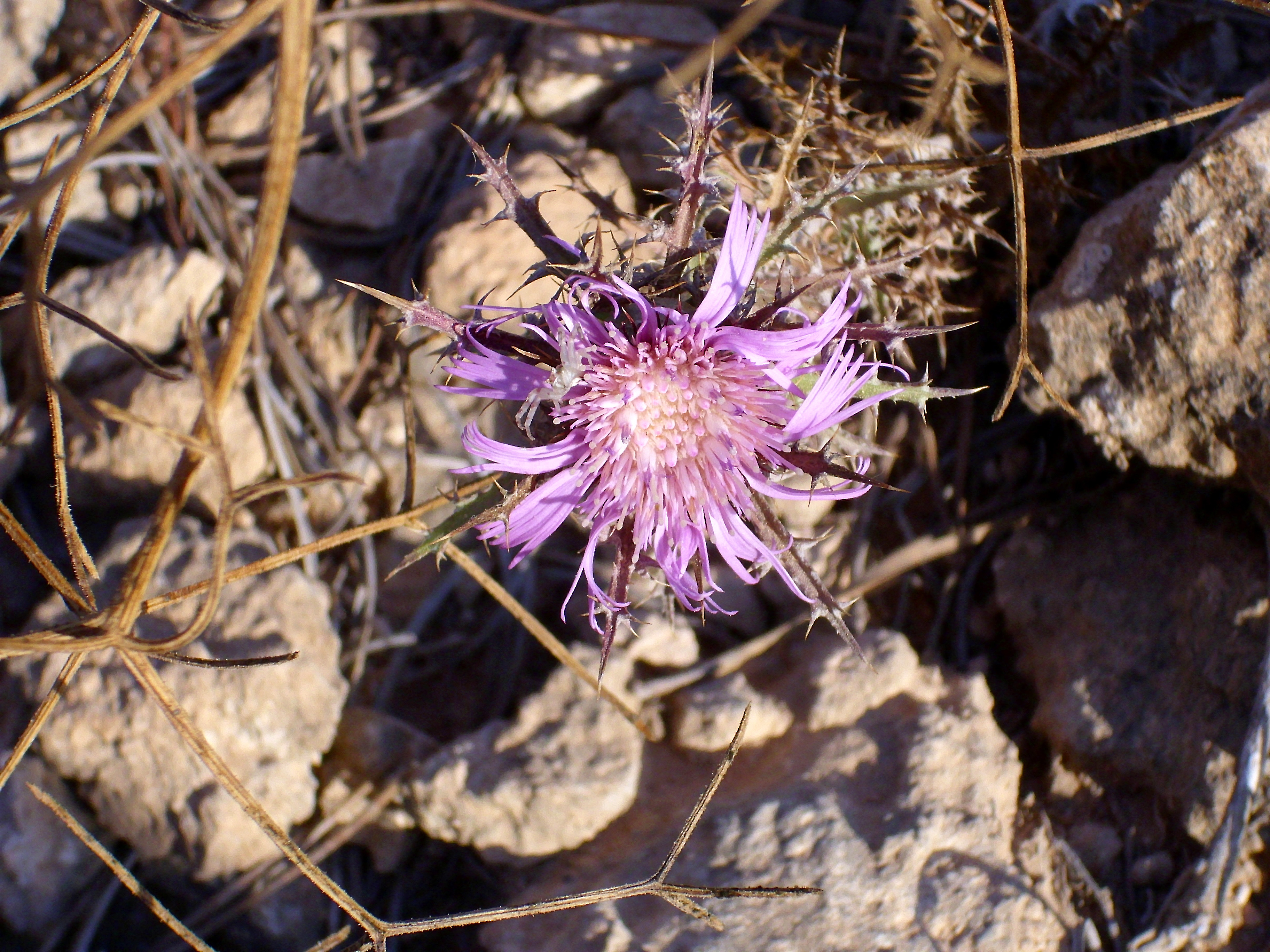
Flor de Ptilostemon hispanica

- Ptilostemon chamaepeuce (L.) Less.
- Ptilostemon diacanthus
- Ptilostemon dyricola
- Ptilostemon echinocephalus
- Ptilostemon fruticosus
- Ptilostemon gnaphaloides
- Ptilostemon hispanicus o card estelat hispànic
- Ptilostemon leptophyllus
- Ptilostemon muticum
- Ptilostemon niveus
- Ptilostemon polycephalus
- Ptilostemon rhiphaeus
- Ptilostemon stellatus
- Ptilostemon strictus